# Aïssatou Cissé
Pour les articles homonymes, voir Cissé.
Aïssatou Cissé, née en 1970 ou 1971, est une femme de lettres sénégalaise.

## Biographie

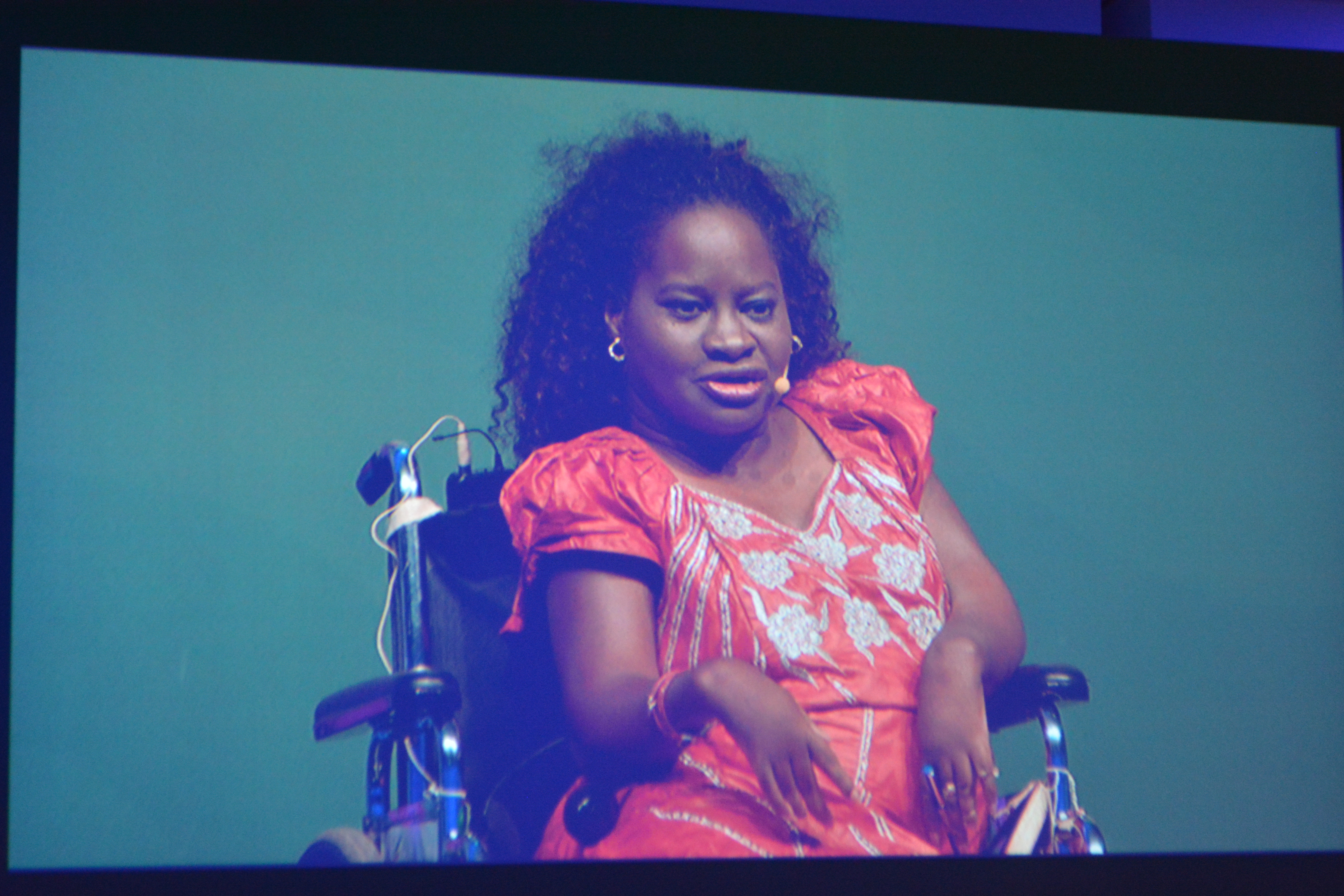
Aïssatou Cissé parlant à l’AWID (Association for Women's Rights in Development) 2016

## Œuvres
- Zeyna, Saint-Louis, Xamal, 2002, 104 p.  (ISBN 2-84402-033-X)
- Linguère Fatim, 2004
- Les Histoires de Nafi & de Khadija, 2010
- Un secret trop lourd, 2013
- Déliquance amoureuse, 2014